# Tunézia himnusza
A Humát al-Hima (حماة الحمى, „A menedékhely védelmezői”) Tunézia nemzeti himnusza. A szöveget Musztafa Szádik er-Ráfii (1880–1937) és Abu l-Kászem es-Sábbi (1909–1934) írta, a dallamot pedig Mohammed Abd el-Vahháb (1915–1991) szerezte. A himnusz 1987-től lett hivatalos.

## Szövege
| Arabul | Átírás | Fordítás |
| --- | --- | --- |
| حماة الحمى يا حماة الحمى هلموا هلموا لمجد الزمــن لقد صرخت في عروقنا الدماء نموت نموت و يحيا الوطن لتدو السماوات برعدها لترم الصواعق نيرانها إلى عز تونس إلى مجدها رجال البلاد و شبانها فلا عاش في تونس من خانها ولا عاش من ليس من جندها نموت و نحيا على عهدها حياة الكرام و موت العظام ورثنا السواعد بين الأمم صخورا صخورا كهذا البناء سواعد يهتز فوقها العلم نباهي به و يباهي بنا و فيها كفا للعلى والهمم و فيها ضمان لنيل المنى و فيها لأعداء تونس نقم و فيها لمن سالمونا السلام إذا الشعب يوما أراد الحياة فلا بدّ أن يستجيب القدر ولا بد لليل أن ينجلي ولا بد للقيد أن ينكســر | Humát al-hima ja humát al-himá Halummu halummu li-madzsdi z-zamán La-kad szarahat fi urúkina d-dimá Namútu namútu va jahja l-vatan Li-tadvi sz-szamavátu bi-raadihá Li-tarmi sz-szaváiku níránahá Ila izzi Túnisz ila madzsdihá Ridzsála l-biládi va subbánahá Fa-la ása fi Túnisz man hánahá Va la ása man lajsza min dzsundihá Namútu va nahja ala ahdihá Hajáta l-kirámi va mauta l-izám Variszna sz-szaváida bajn al-umam Szuhúran szuhúran ka-hádza l-biná Szaváidu jahtazzú faukaha l-alam Nubáhi bihi va jubáhi biná Va fíha kafa li l-ula va l-himam Va fíha damánun li-najli l-muná Va fíha li-aadái Túnisz nikam Va fíha liman szalámúna sz-szalám Idza s-saabu jauman arád al-hajá Fa-la budda an jasztadzsíb al-kadar Va-la budda li-l-lajli an jandzsali Va la budda li-l-kajdi an jankaszir | (Refrén:) Menedékhely védelmezői, ó menedékhely védelmezői! Rajta, rajta, a sors dicsőségére! Ereinkben a vér kiált! Meghalunk, meghalunk, s a haza él! Az ég a mennydörgéseivel hívjon, A villámok tüzüket vessék Tunézia nagyságára és dicsőségére! Az ország férfiúi és ifjai! Nem élt senki Tunéziában, aki elárulta, Nem élt senki, aki ne lett volna a katonája! A neki tett esküért haljuk s éljük Nagylelkűek életét és nagyok halálát. Ref. A nemzetek közt mi örököltük az [erős] alkarokat, Melyek sziklakemények, sziklakemények, mint ez az épület. Alkarokat, melyek a zászlót lengetik maguk felett. Büszkék vagyunk rá, és ő is büszke ránk! Elégségesek a magaslatokhoz és az ambíciókhoz, Biztosíték van bennük a remények beteljesítésére. Bosszú van bennük Tunézia ellenségeivel szemben, És béke van bennük azokkal szemben, akik megbékéltek velünk. Ref. Ha a nép egy nap élni akar, Semmi kétség: a sors válaszolni fog! Semmi kétség: eloszlik az éj! Semmi kétség: a béklyó eltörik! Ref. |